# Wonderful Life (JUJUのアルバム)
『Wonderful Life』（ワンダフル・ライフ）は、JUJUの1作目のフルアルバム。2007年10月10日発売。2013年2月6日、Blu-spec CD2として再発。

## 概要
2007年度上半期USEN総合チャート1位に輝き、着うた20万ダウンロードのロングヒットを記録した3rdシングル「奇跡を望むなら...」、4thシングル「ナツノハナ」、1stミニアルバム『Open Your Heart〜素顔のままで〜』表題曲など全13曲を収録。

## 収録曲
1. 奇跡を望むなら...(6:18)
作詞・作曲：E-3/編曲：E-3、DJ HIROnyc、Atsushi "TOYA" Tokuya（ストリングスアレンジ)
3rdシングル
テレビ東京系ドラマ24「クピドの悪戯 虹玉」エンディングテーマ
SUBARU「LEGACY OUTBACK」CMソング
テレビ東京系「JAPAN COUNTDOWN」2月度オープニングテーマ
テレビ東京系「美しくやせたい女たちの驚異の記録〜その後〜」エンディングテーマ
テレビ東京系「たけしの誰でもピカソ」エンディングテーマ
dwango着うたCMソング
2. rush hour(4:43)
作詞：JUJU、E-3/作曲・編曲：E-3（インストゥルメンツアレンジ）
3. Song for you(4:05)
作詞：JUJU、E-3/作曲：E-3/編曲：Atsushi "TOYA" Tokuya（インストゥルメンツアレンジ）、CHOPS(ホーンアレンジ)
4. あこがれてた関係(5:48)
作詞・作曲：E-3/編曲：YANAGIMAN
5. Lost & Found(5:49)
作詞・作曲：JUJU、E-3
6. 笑顔の残像(5:39)
作詞：JUJU、JUN.T/作曲：蔦谷好位置/編曲：鷺巣詩郎
7. MIS(4:26)
作詞・作曲：E-3、JUJU
8. me against the material world(4:40)
作詞：JUJU/作曲：E-3、JUJU/編曲：Desi Coker（ホーンアレンジ）
9. キミに会いに行こう(5:22)
作詞・作曲：川口大輔/編曲：福山泰史、川口大輔（ホーンアレンジ）
10. ナツノハナ(5:37)
4thシングル
作詞：はしもとみゆき/作曲：谷口尚久/編曲：CHOKKAKU
フジテレビ系アニメ「モノノ怪」エンディングテーマ
11. sayonara(4:55)
作詞：E-3、JUJU/作曲：E-3/編曲：E-3、DJ HIROnyc、黒田卓也（ホーンアレンジ）
12. Open Your Heart 〜素顔のままで〜(5:00)
作詞：JUN.T、田中隼人/作曲：田中隼人/編曲：CHOKKAKU
1stミニアルバム『Open Your Heart 〜素顔のままで〜』収録曲。
13. Wonderful Life(4:56)
作詞：her0ism/作曲・編曲：CHOKKAKU
TBS系「地球!ジオグラTV」エンディングテーマ